# Franz von Hauer (Geologe)

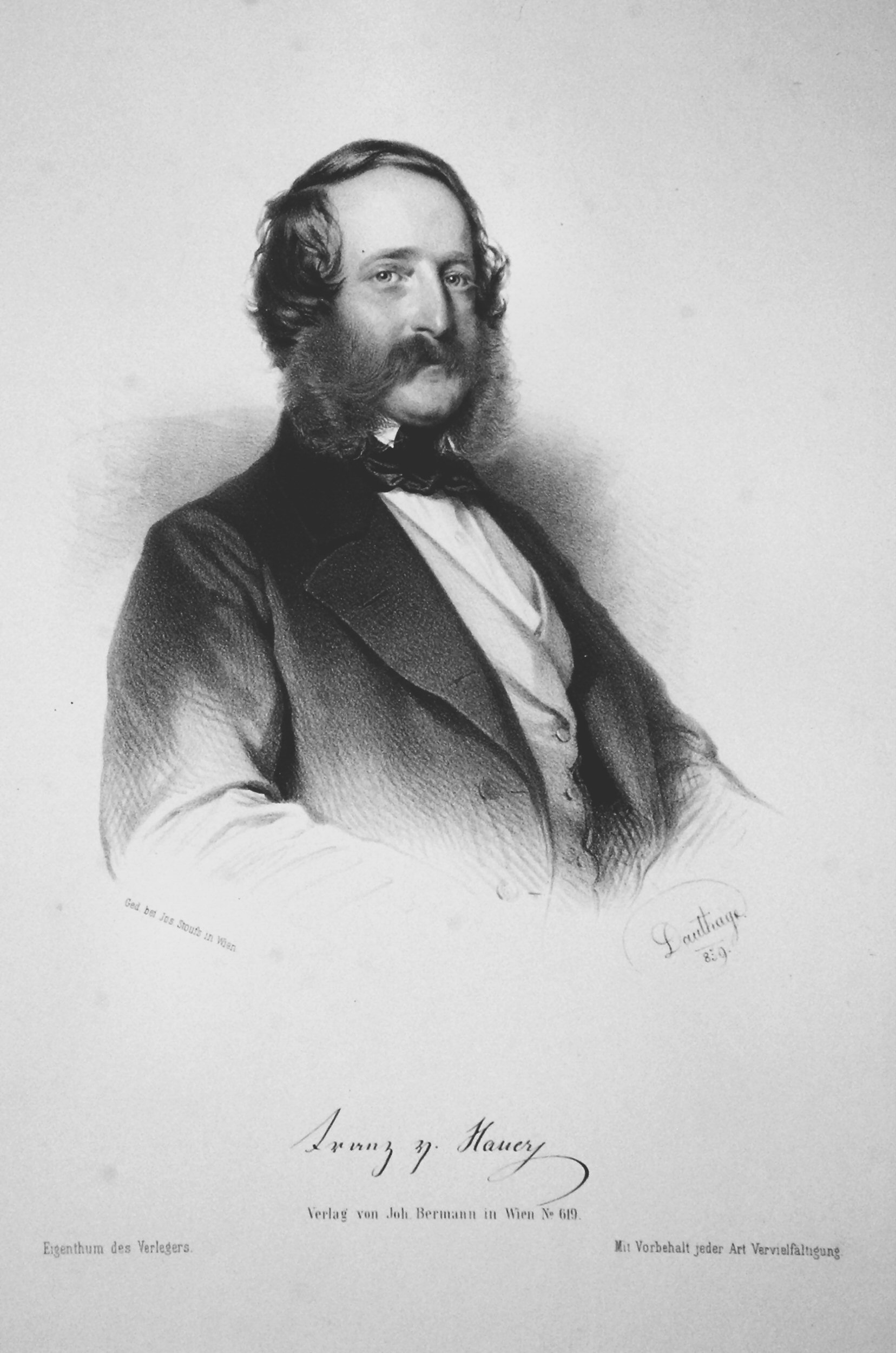
Franz von Hauer, Lithographie von Adolf Dauthage, 1859

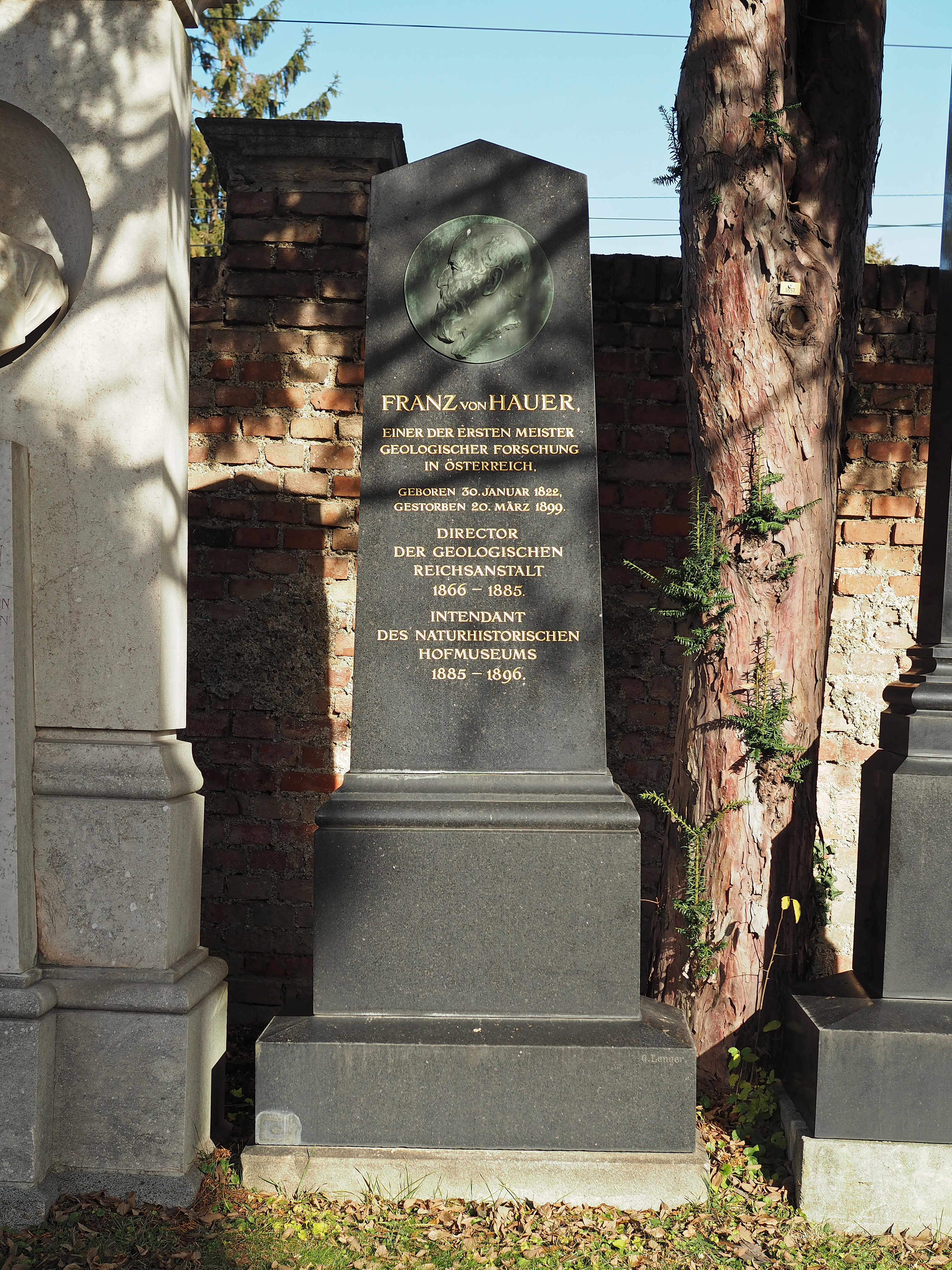
Grab von Franz von Hauer

Franz Ritter von Hauer (* 30. Jänner 1822 in Wien; † 20. März 1899 ebenda) war ein österreichischer Geologe und Paläontologe.

## Leben
Franz von Hauer war ein Sohn des Geheimen Rates Joseph von Hauer, seine Brüder waren der Chemiker Karl und der Montanist Julius. Hauer war das sechste Kind, er hatte acht Geschwister. Er besuchte das Schottengymnasium in Wien und studierte anschließend von 1839 bis 1843 an der Bergakademie Schemnitz. 1846 wurde er Assistent von Wilhelm Ritter von Haidinger am Mineralogischen Museum in Wien.
Im Jahr 1856 wurde er zum Mitglied der Leopoldina gewählt. Ab 1865 war er korrespondierendes Mitglied der Accademia dei Lincei in Rom.
Am 17. Februar 1885 erfolgte seine Ernennung zum Nachfolger von Ferdinand von Hochstetter als Intendant (heute Generaldirektor) des k.k. Naturhistorischen Hofmuseums.
Hauer wurde 1866 Direktor der k. k. geologischen Reichsanstalt in Wien und fertigte zusammen mit anderen Mitarbeitern eine geologische Übersichtskarte von Österreich-Ungarn an, bestehend aus 12 Blättern im Maßstab 1:576.000. Die zugehörigen Erläuterungen sollten zunächst in einem gesamten Band erscheinen. Letztendlich wurde es als zweckmäßig angesehen, die Texte für jedes Blatt in den Jahrbüchern der k.k. geologischen Reichsanstalt zu veröffentlichen. Ein 1872 erschienener Index verzeichnete die im Kartenwerk verwendeten Namen von lithostratigraphischen Einheiten und regionalgeologischen Bezeichnungen.
1866 wurde er zum korrespondierenden und 1886 zum auswärtigen Mitglied der Bayerischen Akademie der Wissenschaften gewählt. Seit 1874 war er Mitglied der American Philosophical Society. 1881 wurde er als korrespondierendes Mitglied in die Preußische Akademie der Wissenschaften aufgenommen. 1882 wurde er mit der Wollaston-Medaille der Geological Society of London ausgezeichnet. Er begründete 1886 die Annalen des kaiserlich-königlich naturhistorischen Hofmuseums.
Begraben wurde Hauer in einem Ehrengrab auf dem Wiener Zentralfriedhof. Im Jahr 1917 wurde in Wien-Landstraße (3. Bezirk) die Franz-Hauer-Gasse nach ihm benannt. Nach deren Umbenennung (nun: Fritz-Henkel-Gasse) wurde im Jahr 2006, ebenfalls in Wien-Landstraße, der kleine Platz vor der Geologischen Bundesanstalt mit dem Namen Franz-Hauer-Platz versehen.
Das Mineral Hauerit (MnS2) wurde auf Vorschlag (1846) von Wilhelm von Haidinger nach ihm benannt.

## Persönliches
Franz von Hauer hatte zweimal geheiratet. Seine erste Frau war Rosa von Unkhrechtsberg. Diese Ehe endete nach nur kurzer Dauer durch ihren Tod. Mit päpstlicher Erlaubnis heiratete er ihre Schwester Luise. Aus dieser Verbindung ging eine Tochter hervor. Luise von Unkhrechtsberg verstarb früh und so endete auch diese Ehe nach kurzer Zeit. Zum Zeitpunkt seines Todes lebten noch seine Schwester Josephine und zwei Brüder. Diese Schwester betreute seinen Haushalt und versorgte ihn im letzten Lebensabschnitt, der durch eine tumorartige Wulst im Mund sehr erschwert war.

## Schriften (Auswahl)
- Beiträge über die Palaeontolographie von Österreich (1858–1859).
- mit Guido Stache: Geologie Siebenbürgens. Nach den Aufnahmen der k. k. geologischen Reichsanstalt und Literarischen Hülfsmitteln. Wilhelm Braumüller, Wien 1863 (Digitalisat).
- Geologische Uebersichtskarte der österreichisch-ungarischen Monarchie. Nach den Aufnahmen der k.k. geologischen Reichsanstalt bearbeitet von Franz Ritter v. Hauer. (12 Blätter im Maßstab 1:576.000 und jeweilige Erläuterungen) In: Jahrbuch der k.k. geologischen Reichsanstalt, ab 1867  (Digitalisat der Erläuterungen von Blatt VIII Siebenbürgen, 23 (1873), S. 71–116)
- Die Geologie und ihre Anwendung auf die Kenntnis der Bodenbeschaffenheit der Österr.-Ungar. Monarchie. 1. Auflage, Verlag Alfred Hölder, Wien 1875;  (2. Auflage 1878, Digitalisat: Teil 1 und Teil 2).
- Die Cephalopoden des bosnischen Muschelkalkes von Han Bulog bei Sarajevo. In: Denkschriften der kaiserlichen Akademie der Wissenschaften, mathematisch-naturwissenschaftliche Klasse 1888, 54, 8 Tafeln, Wien 1888, S. 1–50 (zobodat.at [PDF]).
- Geologische Karte von Oesterreich-Ungarn mit Bosnien-Hercegowina und Montenegro. Gezeichnet von Eduard Jahn (1896).

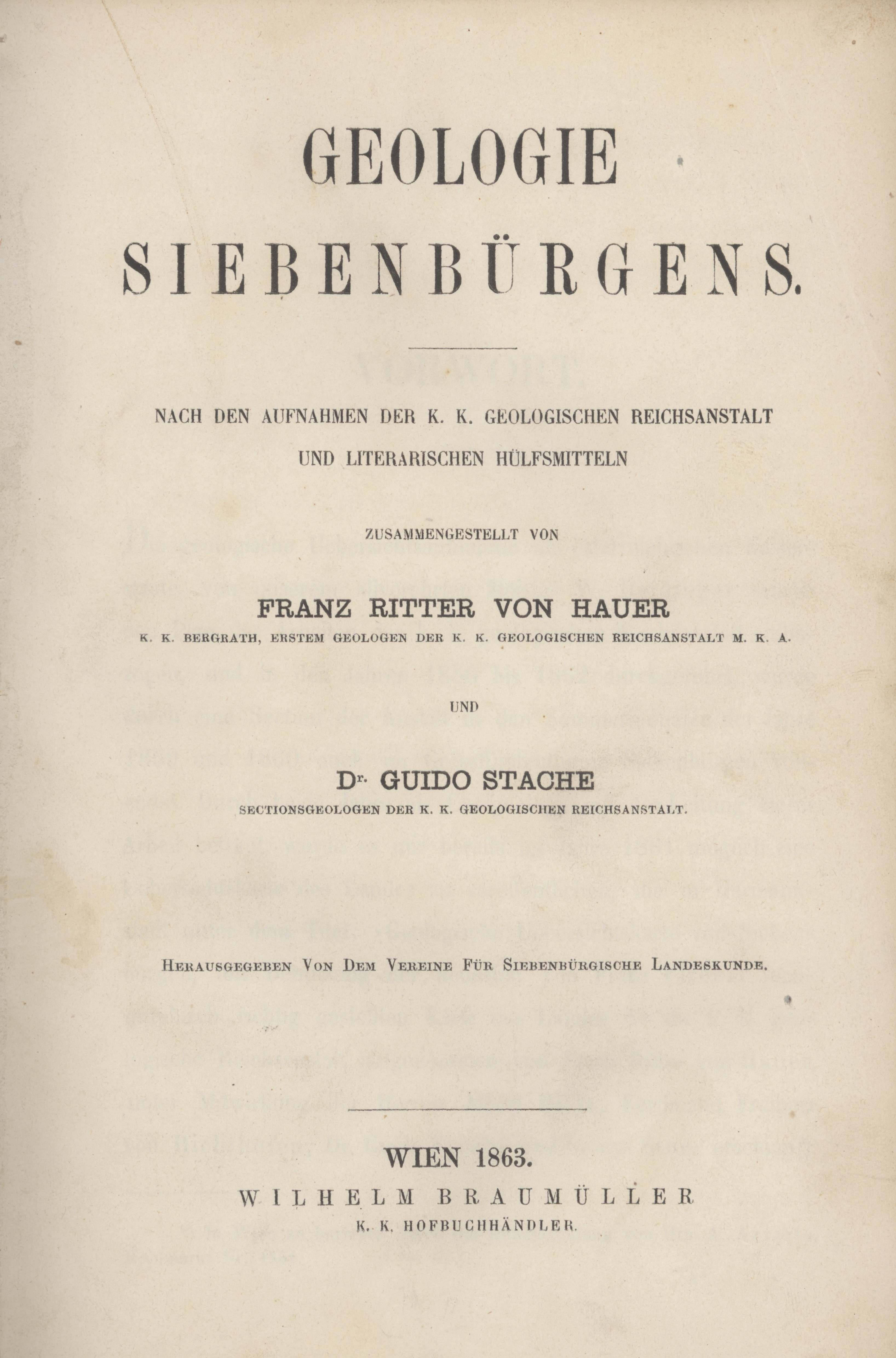
Titelblatt der Geologie Siebenbürgens von Hauer und Stache (erschienen 1863) Mitarbeiter war 1856 bis 1860 Ferdinand von Richthofen
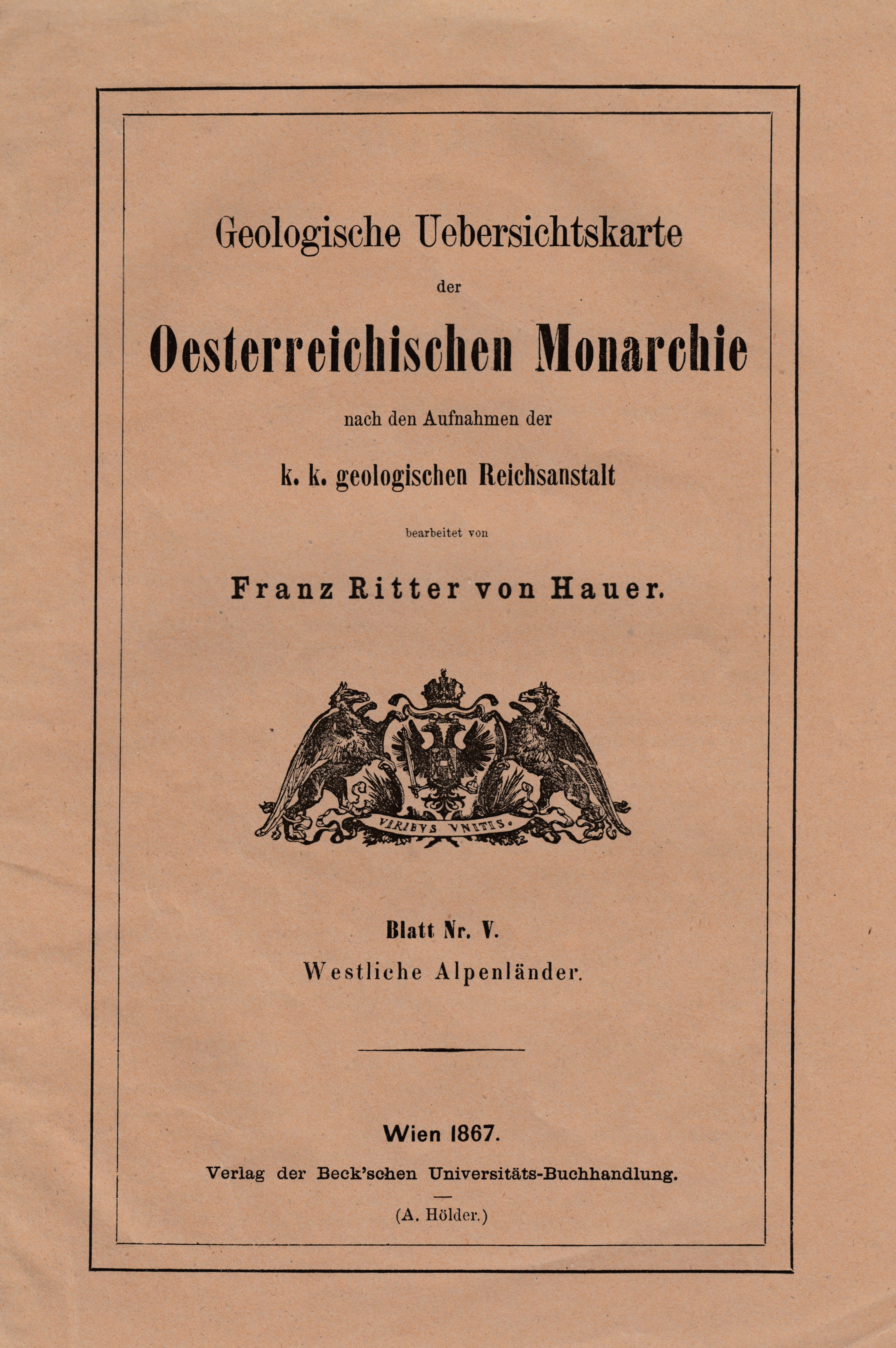
Titelblatt des Berichts zum Kartenblatt 5 der Geologischen Übersichtskarte der Oesterreichischen Monarchie (1867)